# Lorca-Sutullena
Lorca-Sutullena – stacja kolejowa w Lorca, we wspólnocie autonomicznej Murcja, w Hiszpanii. Jest jednym z dwóch dworców położonych w Lorca, obok Lorca-San Diego. Znajduje się obok Plaza de Carruajes, w pobliżu centrum Lorca i koło Plaza de Toros de Sutullena. Stacja posiada 2 perony. Dworzec został zbudowany w 1876.
Znajduje się tam przystanek dla pociągów na linii C-2 Cercanías Murcia/Alicante i stacja końcowa pociągów Talgo z Barcelony.